# Ordem de magnitude

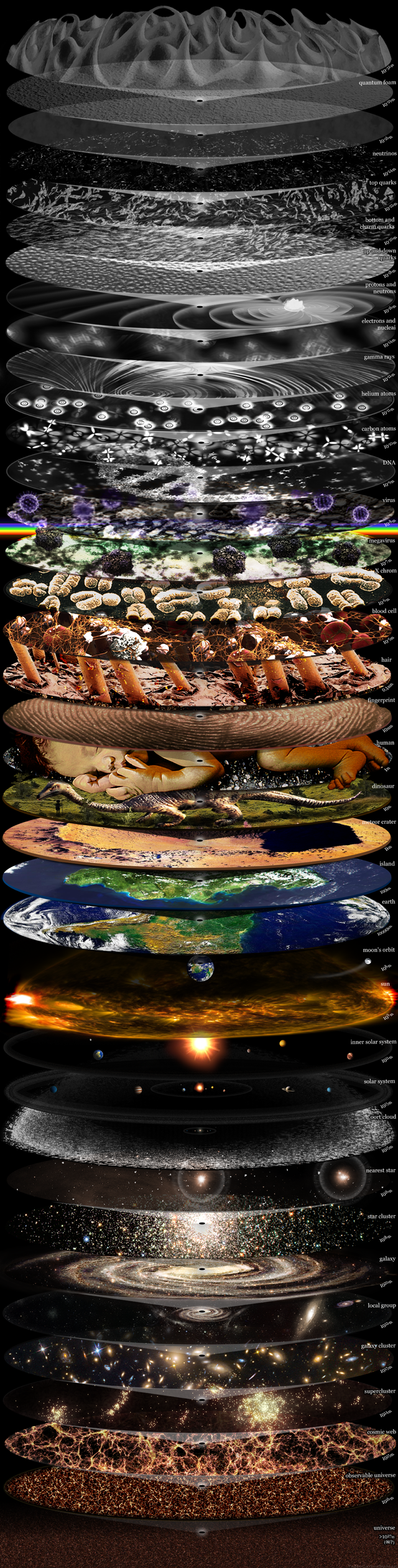
Objetos de tamanhos de diferentes ordens de magnitude.

Uma ordem de magnitude ou ordem de grandeza é a classe de escala ou magnitude de qualquer quantidade ou grandeza, onde cada classe contém valores de uma razão à classe que a precede. A razão mais comumente usada é 10.
| Como se lê            | Decimal                           | Potência de dez | Ordem de magnitude |
| --------------------- | --------------------------------- | --------------- | ------------------ |
| Quintilionésimo       | 0,000000000000000001              | 10−18           | −18                |
| quatrilionésimo       | 0,000000000000001                 | 10−15           | −15                |
| trilionésimo          | 0,000000000001                    | 10−12           | −12                |
| bilionésimo           | 0,000000001                       | 10−9            | −9                 |
| milionésimo           | 0,000001                          | 10−6            | −6                 |
| centésimo de milésimo | 0,00001                           | 10−5            | −5                 |
| décimo de milésimo    | 0,0001                            | 10−4            | −4                 |
| milésimo              | 0,001                             | 10−3            | −3                 |
| centésimo             | 0,01                              | 10−2            | −2                 |
| décimo                | 0,1                               | 10−1            | −1                 |
| um                    | 1                                 | 100             | 0                  |
| dez                   | 10                                | 10¹             | 1                  |
| cem                   | 100                               | 10²             | 2                  |
| mil                   | 1.000                             | 10³             | 3                  |
| dez mil               | 10.000                            | 104             | 4                  |
| milhão                | 1.000.000                         | 106             | 6                  |
| bilhão                | 1.000.000.000                     | 109             | 9                  |
| trilhão               | 1.000.000.000.000                 | 1012            | 12                 |
| quadrilhão            | 1.000.000.000.000.000             | 1015            | 15                 |
| quintilhão            | 1.000.000.000.000.000.000         | 1018            | 18                 |
| sextilhão             | 1.000.000.000.000.000.000.000     | 1021            | 21                 |
| setilhão              | 1.000.000.000.000.000.000.000.000 | 1024            | 24                 |

Ordens de magnitude são geralmente usadas para fazer comparações muito aproximadas. Se dois números diferem por uma ordem de magnitude, um é aproximadamente dez vezes maior que o outro. Se eles diferem por duas ordens de magnitude, eles diferem por um fator de aproximadamente 100. Dois números de mesma ordem tem aproximadamente a mesma escala: o maior valor é menor que dez vezes o menor valor. Esse é o raciocínio que está por trás dos algarismos significativos: a quantidade arredondada é normalmente umas poucas ordens de magnitude menor que o total, e consequentemente, insignificante.
A ordem de magnitude de um número é, intuitivamente falando, o número de potências de 10 contidas no número. Mais precisamente, a ordem de magnitude de um número pode ser definida em termos do logarítmo decimal, usualmente como a parte inteira do logaritmo, obtida por truncamento.  Por exemplo, 4.000.000 tem um logaritmo decimal de 6,602; sua ordem de magnitude é 6. Quando truncado, um número de sua ordem de magnitude está entre 106 e 107. Num exemplo similar, "Ele tem sete dígitos (ou algarismos)", a ordem de magnitude é o número de algarismos menos um, então isto é muito facilmente determinado sem uma calculadora como sendo 6. Uma ordem de magnitude é uma posição aproximada numa escala logarítmica.
Uma ordem de magnitude estimada de uma variável cujo valor exato não é conhecido é uma estimativa arredondada à mais próxima potência de dez. Por exemplo, uma ordem de magnitude estimada para a variável entre 3 bilhões e 30 bilhões (tais como a população humana da Terra) é 10 bilhões. Em outras palavras; quando arredondamos seu logaritmo, um número de ordem de magnitude 10 está entre 109.5 e 1010.4. Um ordem de magnitude estimada é algumas vezes também chamada ordem de aproximação.
Uma ordem de magnitude de diferença entre dois valores é um fator de 10. Por exemplo, a massa do planeta Saturno é 95 vezes a da Terra, então Saturno é duas ordens de magnitude mais massivo que a Terra.  Ordens de magnitude de diferença são chamadas décadas quando medidas sobre uma escala logarítmica).